# Bifora (planta)
Bifora é um género botânico pertencente à família Apiaceae. Subdividi-se em três espécies:

## Espécies
- Bifora americana
- Bifora radians
- Bifora testiculata